# Tony Weston
Anthony John Billy Vaughan „Tony“ Weston (* 17. September 2003 in Blackpool) ist ein englischer Fußballspieler, der bei Derby County unter Vertrag steht.

## Karriere
Tony Weston entstammt der Jugendakademie des FC Blackpool aus seiner Geburtsstadt. Nachdem er in der Saison 2019/20 zweimal im Kader der ersten Mannschaft der „Seasiders“ gestanden hatte, debütierte er unter Simon Grayson am 1. Dezember 2019 in der zweiten Runde des englischen Pokals gegen Maidstone United. Beim 3:1-Heimsieg an der Bloomfield Road wurde Weston für Liam Feeney eingewechselt. Im Juli 2020 wechselte Weston mit einem Dreijahresvertrag, und einer nicht genannten Ablösesumme zu den Glasgow Rangers nach Schottland. Er spielte zunächst für die Jugendmannschaften des Vereins, darunter für die zweite Mannschaft in der Lowland League. In der Saison 2021/22 erzielte der Stürmer für die B-Mannschaft 23 Tore. Er gab sein Debüt für die erste Elf der „Rangers“, bei einem 3:1-Sieg gegen Heart of Midlothian am 14. Mai 2022, als er für Steven Davis in der 71. Minute eingewechselt wurde.